# Henckovce
Henckovce jsou obec na Slovensku, v okrese Rožňava v Košickém kraji. V roce 2011 zde žilo 476 obyvatel.

## Poloha
Obec leží na jihovýchodních svazích Slovenského Rudohoří v údolí řeky Slaná. Území je obklopeno vrchy (Lučice (827 m n. m.), Knola (648 m n. m.). Repisko (796 m n. m.), Zelisko (709 m n. m.), jihovýchodní hranicí protéká Dolinský potok, který je pravostranným přítokem řeky Slaná. Z pravobřežní části území řeky Slaná, nižší vrchoviny, stéká Henckovský potok po náplavových kuželech do údolní nivy. Na levobřežní části se nachází potok Lučina. Nadmořská výška se pohybuje v rozmezí 340 až 795 m n. m., střed obce je ve výšce 349 m. Povrch je tvořen porfyroidy, fylity a fylity s krystalickými vápenci. Lesní porost je jen v hornaté části, který je tvořen buky a duby.
Obcí prochází silnice I/67 z Rožňavy do Pustého Pole a železniční trať Rožňava – Dobšiná číslo 167 se zastávkou Henkovce.

## Historie
První písemná zmínka o obci pochází z roku 1470, kde je uváděná jako Henczko. Obec vznikla v polovině 15. století podle valašského práva. Koncem 15. století s obcí splynula hornická osada Hermanovce, která vznikla v druhé polovině 13. století a je uváděná taktéž v roce 1470. Obec a osada patřily do majetku rodu Bebekovců, po jejich vymření rodu Andrássyů. V roce 1828 bylo v obci 53 domů a 409 obyvatel.
Hlavní obživou bylo pastevectví, uhlířství, výroba šindelů a povoznictví. V období 18. a 19. století poskytly zaměstnání místní hutě.
V roce 1852 byla v obci postavená vysoká pec, která přestala pracovat začátkem 20. století.

## Památky
- Římskokatolický kostel Všech svatých z druhé poloviny 13. století se samostatnou zvonicí. V období reformace byl evangelický. V 17. století byl opevněný v souvislosti s tureckými nájezdy. Kostel není využíván pro bohoslužby, je v péči občanského sdružení Gotická cesta.[8][9]
- Evangelický kostel z roku 1798 je pozdně barokní stavba.[10]
- Kúria barokně-klasicistická stavba z konce 18. století.[11] Značně přestavěná.[12]

## Galerie

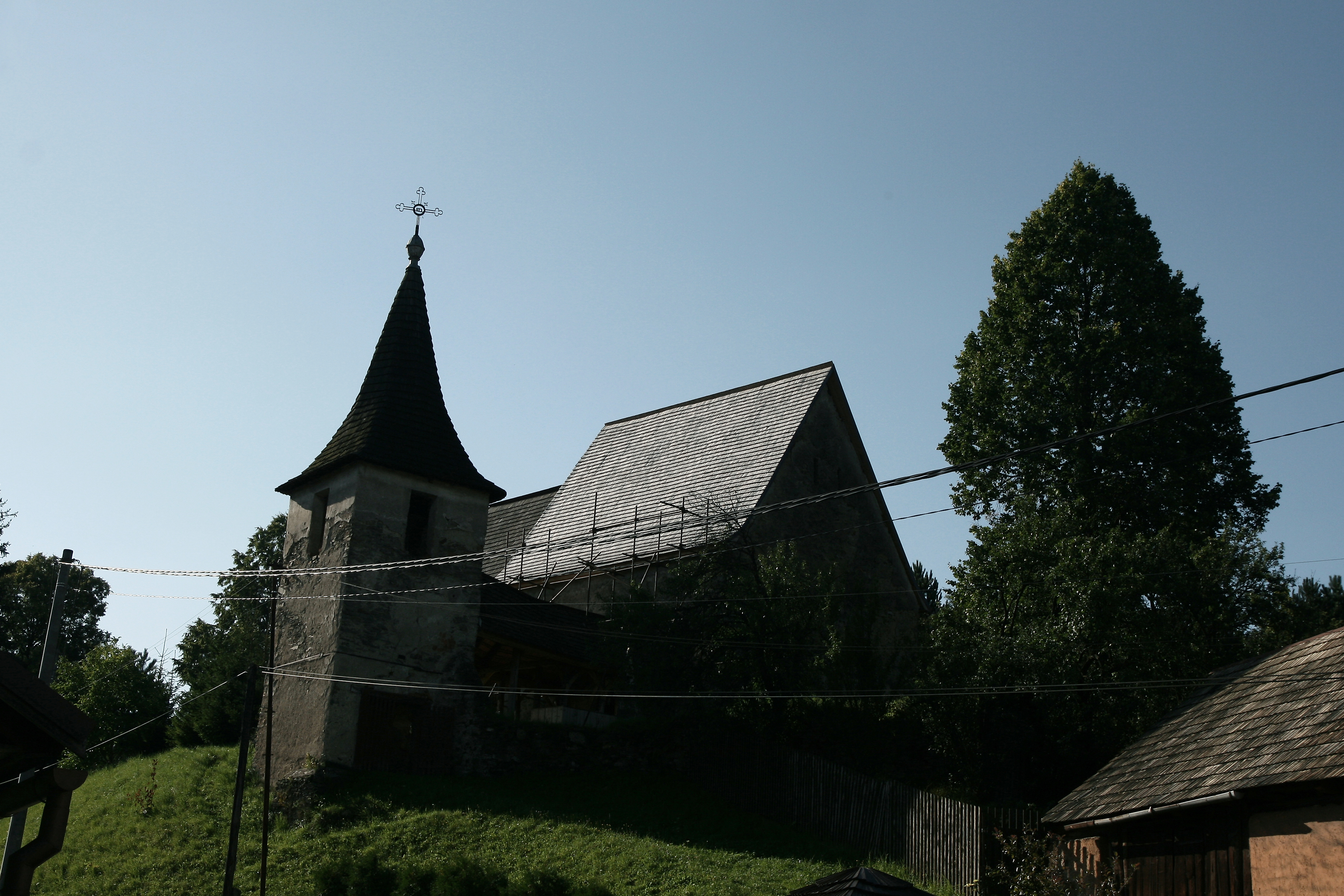
Římskokatolický kostel Všech svatých
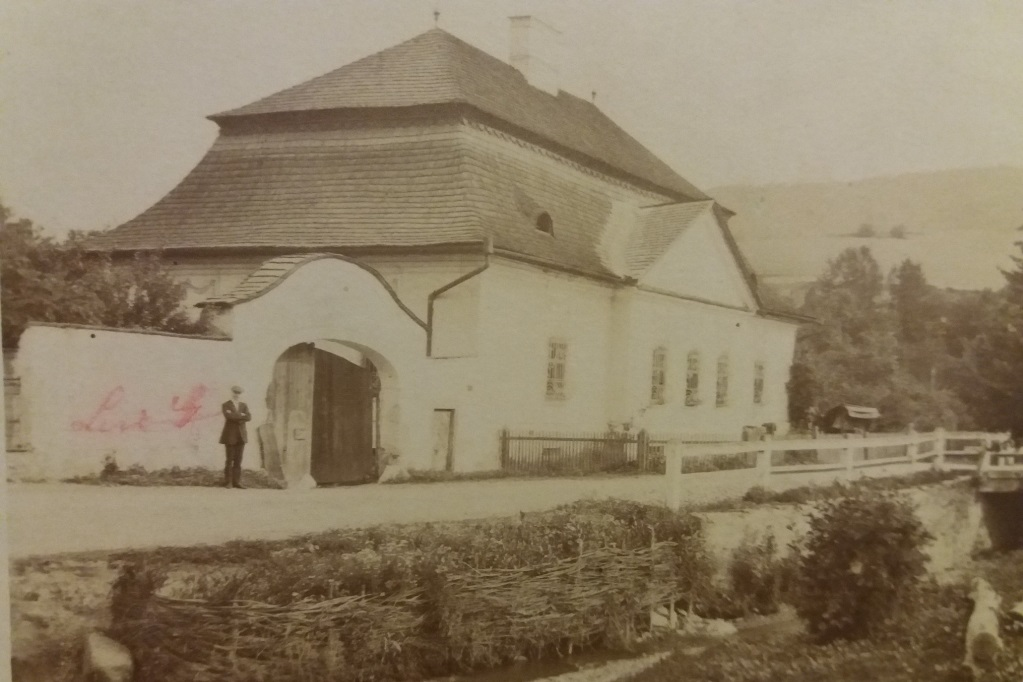
Barokní kúria
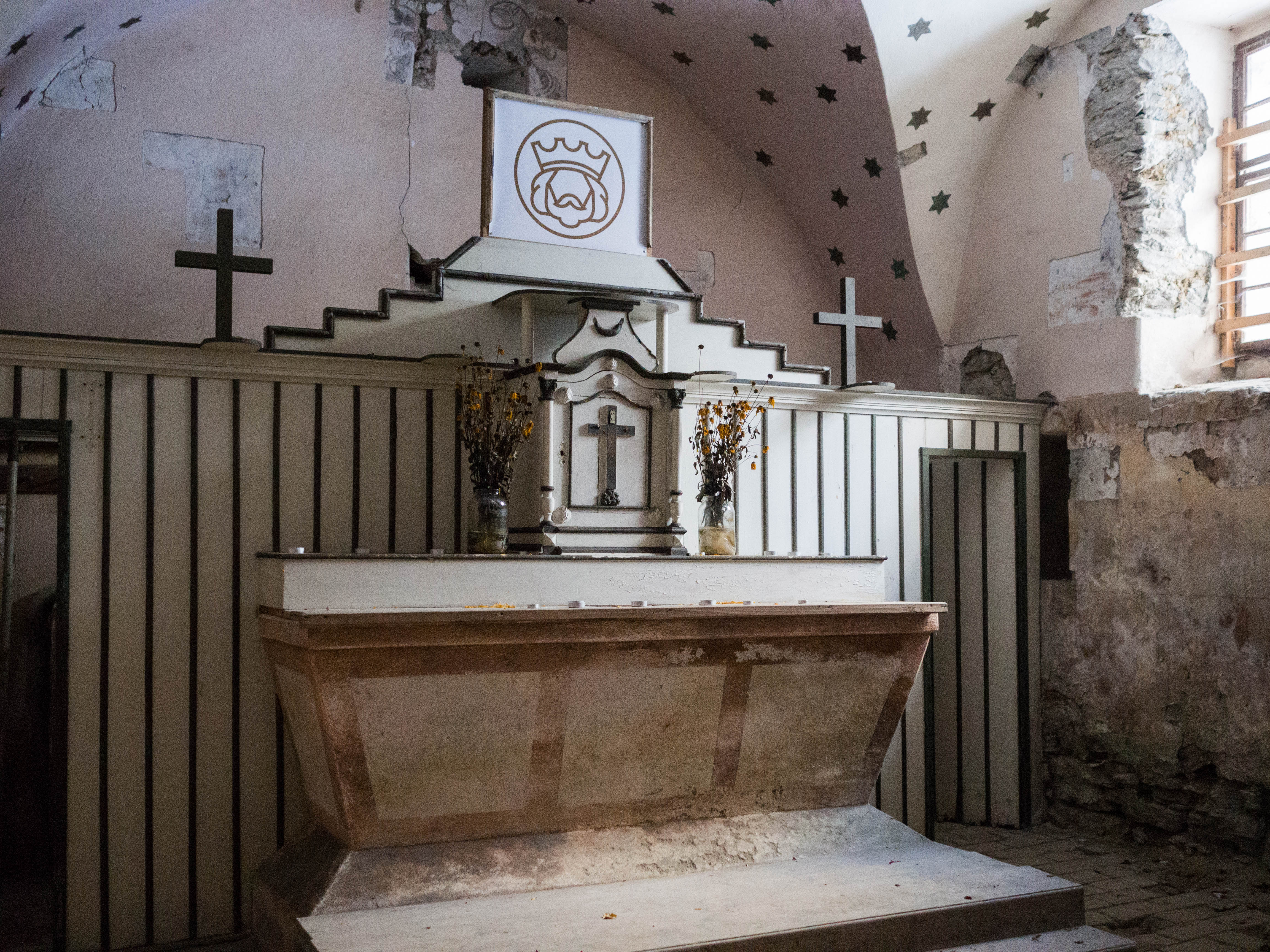
Presbytář kostela